# Sethu
Sethu to tamilski dramat miłosny z 1999 roku, który przyniósł sławę grającemu tytułową rolę Vikrama. Wyreżyserowany przez debiutanta Bala, potem autora Pithamagan i Nadha. Oparty na faktach stał się jednym z najpopularniejszych filmów tamilskich w 1999 roku, podobnie jak jego remake w 2003 roku w języku hindi Tere Naam (z Salman Khanem w roli głównej).
W telugu dubbing pt. "Seshu". W języku kannada remake pt. "Huchha".

## Obsada
- Vikram – Sethu
- Abitha – Abitha
- Sivakumar – brat Sethu
- Sriman – przyjaciel Sethu
- Bharathi
- Mohan Vaidya – wuj Abithy
- Tayla – najlepszy przyjaciel Sethu

## Nagrody
2000 National Film Awards (Indie)
- Silver Lotus Award – Najlepszy film w języku tamilskim – Sethu – Bala

## Piosenki
Muzykę do filmu skomponował Ilaiyaraaja.
- Sethuvukku Sethuvukku – Arun Mozhi
- Vaarthai Thavari Vittai – Ilaiyaraaja
- Kadhalenna Kadhalenna – Swarnalatha
- Videya Videya – Unnikrishnan
- Gaana Karunkuyile – Kovai Kamala
- Sikaadha Sitrondru – Unnikrishnan, Arun Mozhi
- Enge Sellum Intha – Ilaiyaraaja